# Tunaläns tingslag
Tunaläns tingslag var ett tingslag i Kalmar län och från 1858 i Sevede och Tunaläns domsaga. Det bildades 1680 och upplöstes 1 januari 1936 då dess verksamhet överfördes till Sevede och Tunaläns domsagas tingslag. Tingsplats var Ishult.

## Ingående områden
Tingslaget omfattade Tunaläns härad.